# Catenae di Tritone
Segue una lista delle catenae presenti sulla superficie di Tritone. La nomenclatura di Tritone è regolata dall'Unione Astronomica Internazionale; la lista contiene solo formazioni esogeologiche ufficialmente riconosciute da tale istituzione.
Le catenae di Tritone portano i nomi di divinità marine di varie culture e luoghi legati all'acqua, quali fontane, isole, geyser.
Tritone è stato finora raggiunto unicamente dalla sonda Voyager II. I dati raccolti durante il fly-by non sono stati sufficienti a determinare le dimensioni delle caratteristiche superficiali, per cui l'IAU censisce solamente le coordinate in attesa che ulteriori missioni forniscano dati più precisi.

## Prospetto
| Catena        | Eponimo | Latitudine | Longitudine | Diametro |
| ------------- | --- | ---------- | ----------- | -------- |
| Kraken Catena | Kraken - Mostro marino del folklore norvegese.                                                                         | 14° N      | 35,5° E     | 0 km     |
| Set Catena    | Seth - Dio del caos nella mitologia egizia che dalla prua dell'imbarcazione notturna di Ra cattura il mostro serpente. | 22° N      | 33,5° E     | 0 km     |